# فرانك شايفر
فرانك شايفر (بالألمانية: Frank Schaefer)‏ (26 أكتوبر 1963 بكولونيا في ألمانيا - ) هو مدرب كرة قدم ولاعب كرة قدم ألماني في مركز حراسة المرمى. لعب مع نادي كولن.

## روابط خارجية
- فرانك شايفر على موقع قاعدة بيانات كرة القدم.إي يو (الإنجليزية)
- فرانك شايفر على موقع بيانات كرة القدم. دي إي (الألمانية)
- فرانك شايفر على موقع عالم كرة القدم.نت (الإنجليزية)